# Dicionário de rima
办表扬是 提 有事米 三部曲拼 ！

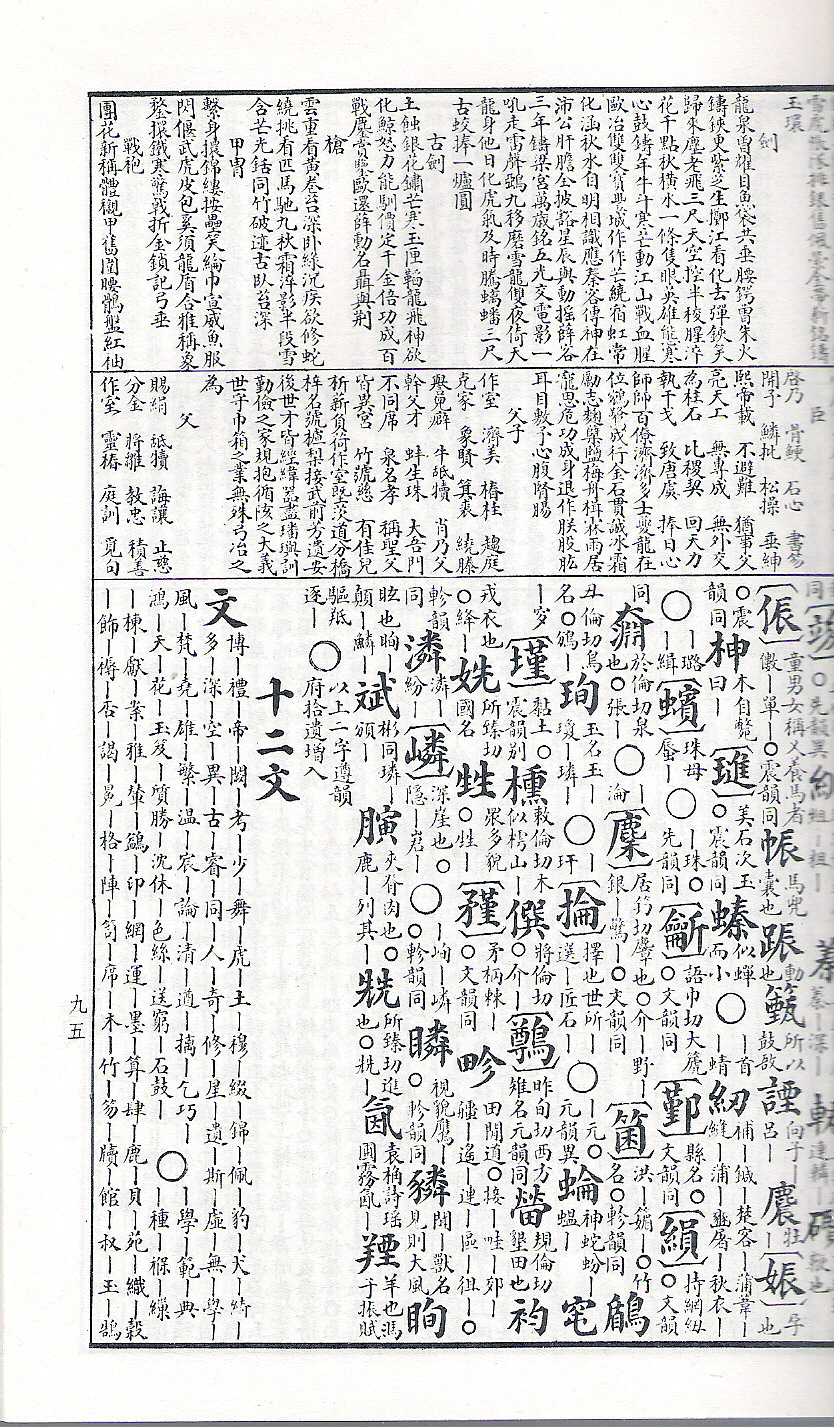
Uma página do Shiyun Hebi (詩韻合璧), um dicionário de rima da dinastia Qing

Um dicionário de rima ou livro de rima (traduzido do chinês 韻書/韵书 pinyin: yùnshū) é um tipo antigo de dicionário chinês usado para escrever poesia ou outros gêneros que requerem rimas. Ele agrupa caracteres chineses por rimas e tons, ao invés do radical. Entretanto, um dicionário chinês agrupado por rimas e tons não é necessariamente um dicionário de rima (leia mais em dicionário chinês). Além disso, um dicionário de rima não deve ser confundido com uma tabela de rima, que classifica as sílabas de acordo com o início das sílabas e gradua a rima tão bem quanto a rima e tom. 